# Simyra cretacea
Simyra cretacea är en fjärilsart som beskrevs av Wagner 1929. Simyra cretacea ingår i släktet Simyra och familjen nattflyn. Inga underarter finns listade i Catalogue of Life.